# Ufficio europeo per la lotta antifrode
L'Ufficio europeo per la lotta antifrode (OLAF) è un servizio della Commissione europea.
È stato istituito dalla Commissione europea (Commissione Prodi) con Decisione n. 352 del 28 aprile 1999, con l'obiettivo di contrastare le frodi, la corruzione e qualsiasi attività illecita lesiva degli interessi finanziari della Comunità europea.
Il bilancio comunitario è finanziato dai cittadini degli Stati membri attraverso le risorse proprie al fine di realizzare progetti di interesse generale. Pertanto, l'evasione dei dazi e delle imposte che alimentano il bilancio comunitario o l'utilizzazione impropria di sussidi comunitari costituiscono un danno per il contribuente europeo.
L'OLAF svolge indagini amministrative presso gli Stati membri per conto della Commissione, in collaborazione con i servizi investigativi nazionali (autorità di polizia, giudiziarie e amministrative).

## Direttori
Fino alla sua scomparsa avvenuta il 9 gennaio 2010 il direttore generale dell'OLAF è stato Franz-Hermann Brüner. Dopo un interim, il 14 dicembre 2010 la Commissione europea ha nominato nuovo direttore generale dell'ufficio l'italiano Giovanni Kessler, che è rimasto in carica fino al 2017.